# Чернушка эфиопка
Чернушка эфиопка (лат. Erebia aethiops) — дневная бабочка из семейства бархатниц, вид рода Erebia.

## Описание
У самца длина переднего крыла 22—26 мм. Усики булавовидные, равны половине длины кастального края переднего крыла, снизу белесоватые. Крылья сверху тёмно-коричневые, каждое с широким коричнево-красным постдискальным полем, на котором расположены чёрные, центрированные белым, глазчатые пятна (3—4 на переднем и 4—5 на заднем крыле). На заднем крыле глазки обычно мельче, их обычно три и ещё одна маленькая точка. Переднее крыло с бархатистым андрокониальным полем, занимающим его базальную половину. Снизу на переднем крыле повторяется рисунок передней стороны, заднее крыло ржаво-коричневое, с белесоватой постдискальной перевязью, на которой расположен полный ряд очень мелких глазчатых пятен с белыми центрами, прикорневая область белесоватая. Низ заднего крыла с более тёмной прикорневой половиной, а на внешнем поле на сероватой перевязи до четырёх мелких чёрных глазков. Бахромка коричневая, одноцветная, иногда со слабо заметными пестринами.

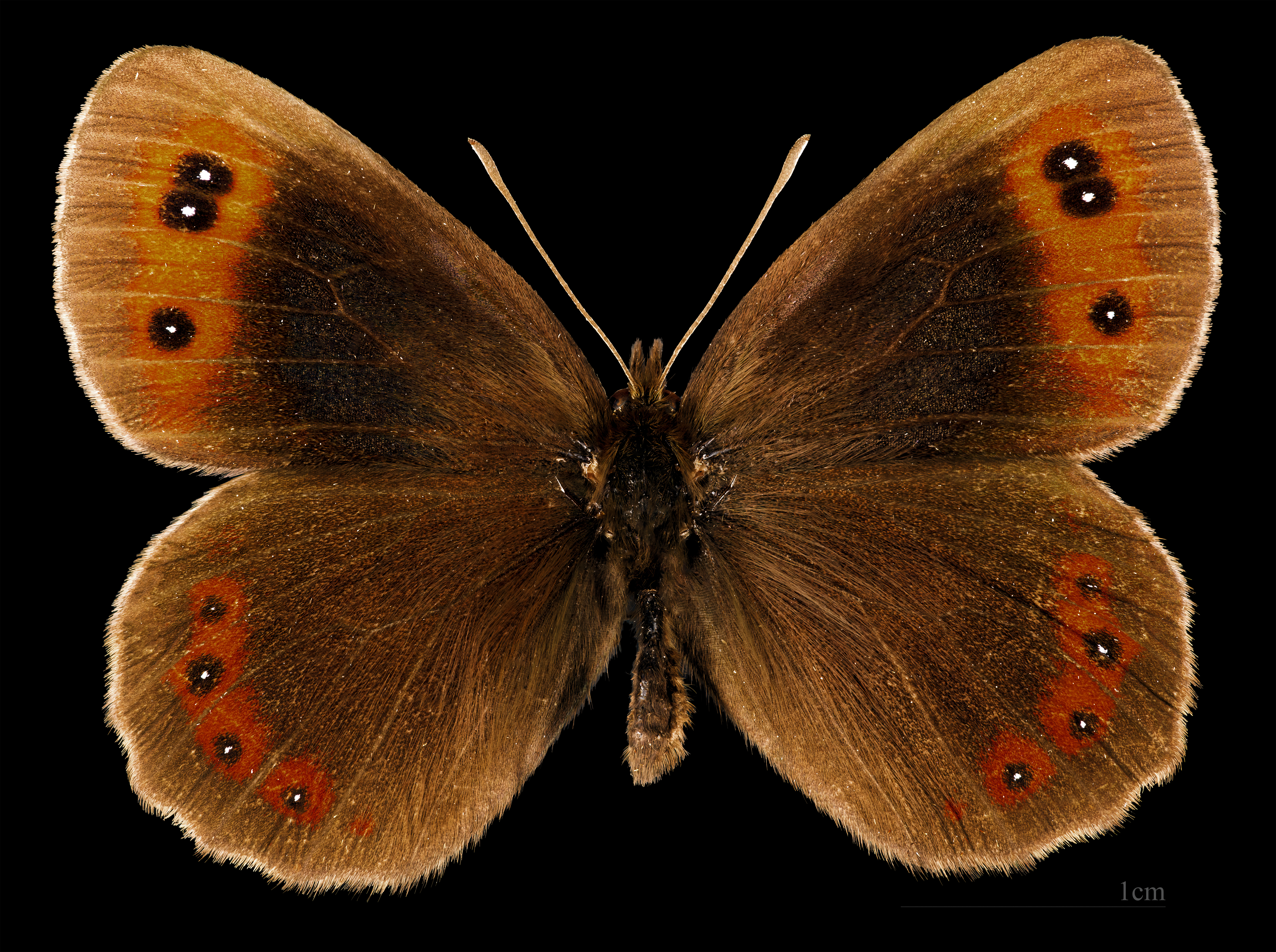
Erebia aethiops ♂
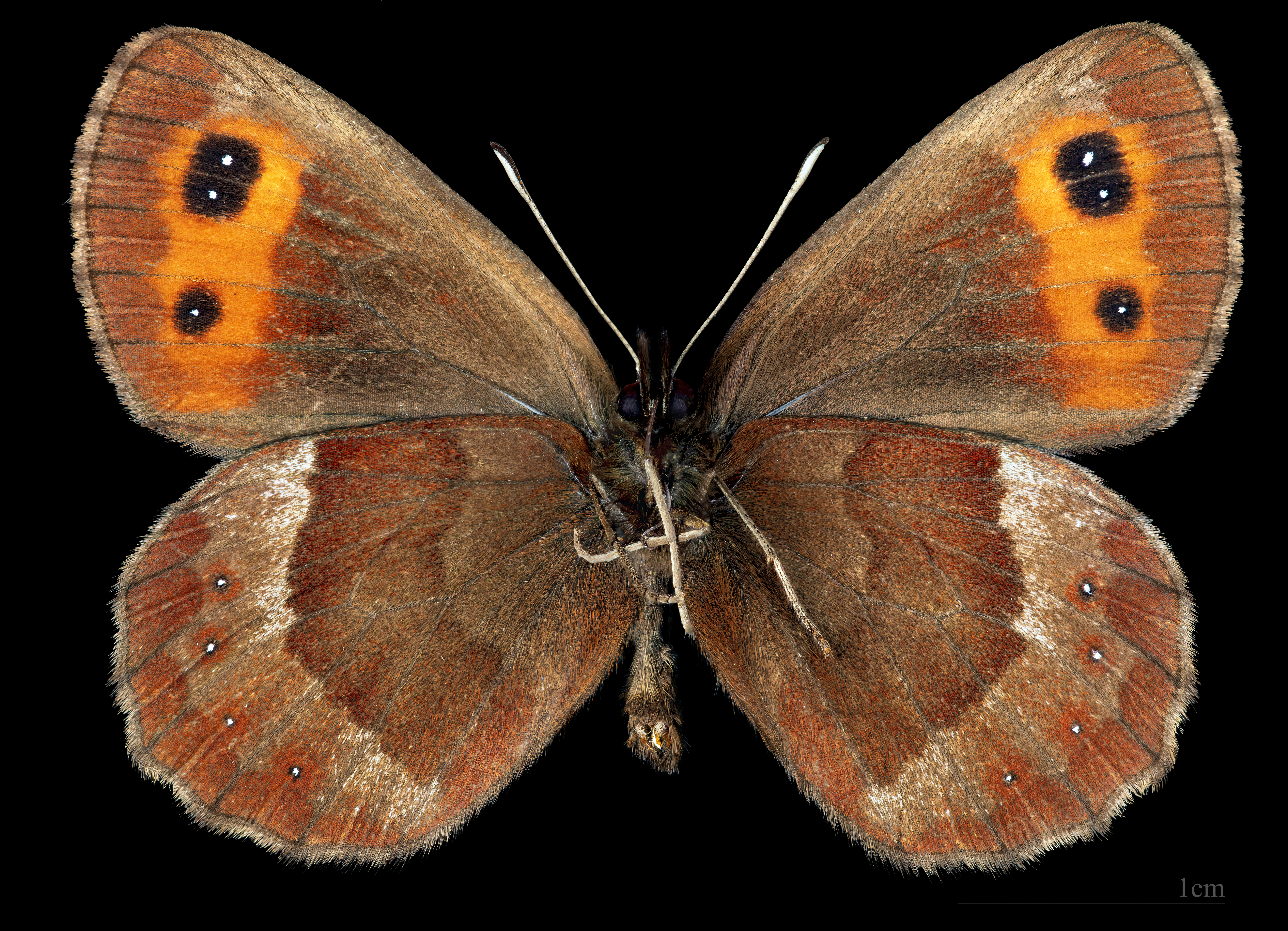
Erebia aethiops ♂  △
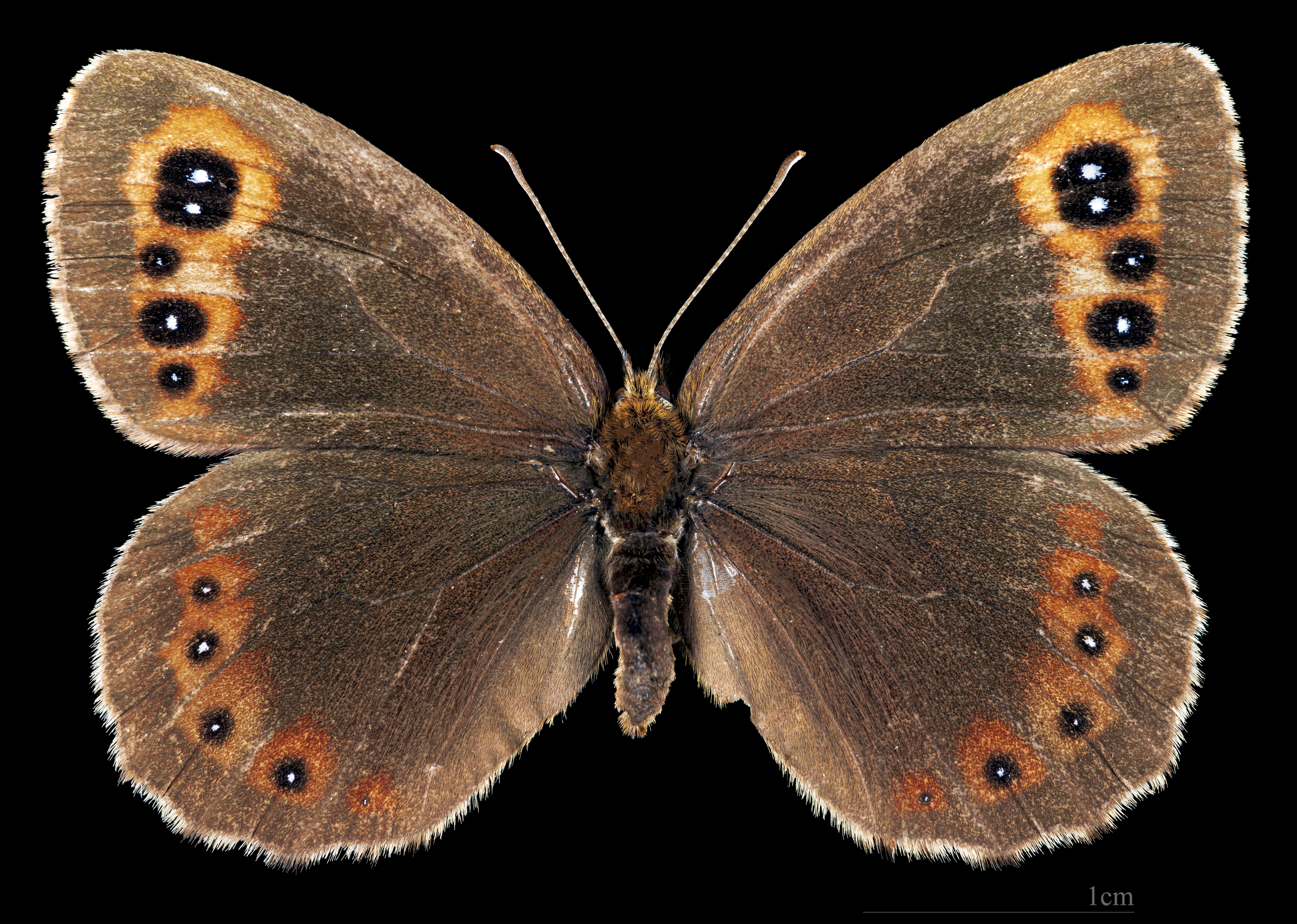
Erebia aethiops ♀
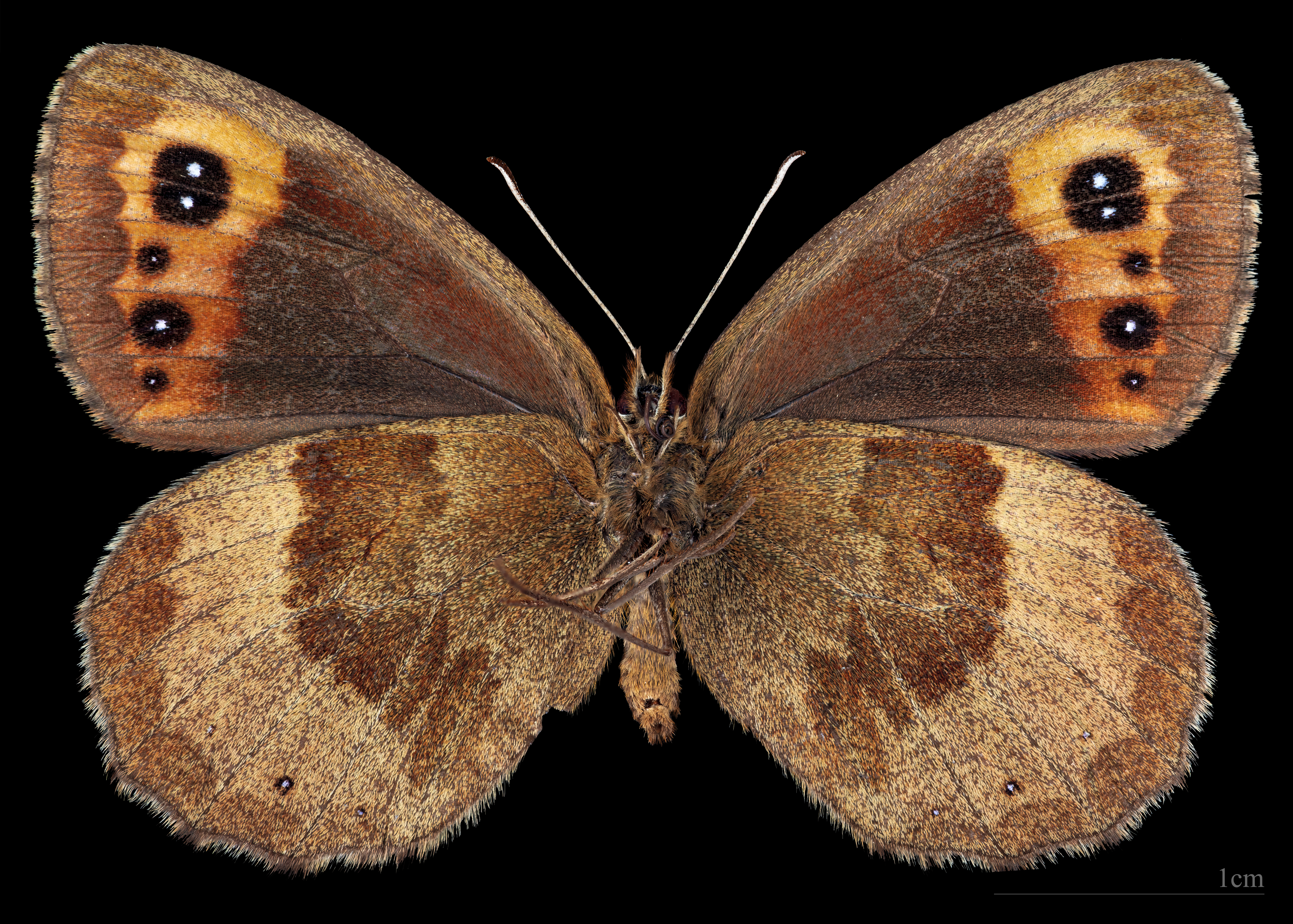
Erebia aethiops ♀ △

Длина переднего крыла у самки до 28 мм. Рисунок сверху, как у самца, окраска светлее, постдискальное поле на переднем крыле желтоватое, иногда оранжевое. Заднее крыло снизу светлее, белесоватая перевязь шире, глазчатые пятна крупнее. На переднем крыле самца тёмные адрокониальные пятна за центральной ячейкой.
Яйцо сначала светлое, жёлто-серое в коричневых крапинках, позже — фиолетово-серое. По форме эллипсоидное, с неясными продольными и тонкими поперечными рёбрами.
Гусеница желтовато-серая, в тонких густых волосках. Вдоль спины тёмная полоска, по бокам прерывистая тёмно-бурая линия.
Куколка коричнево-жёлтая, в лёгком коконе, с более яркими крыловыми зачатками, тёмной линией вдоль спины.

## Распространение
Европа (Великобритания, восточная половина Франции и далее на восток южнее 54° северной широты; на Апеннинском и Балканском полуостровах, а также в Скандинавии отсутствует), Малая Азия, европейская часть бывшего СССР, Урал, Сибирь (на восток до Западного Забайкалья и на север не далее южной тайги.
Предпочитает холмистую местность, хотя встречается и в горах. На Кавказе и в Закавказье обитает в предгорных и горных лесах, на субальпийских лугах, до 2400 м над уровнем моря. В Северной Азии встречается на полянах и опушках в лесах разных типов, в горах Южной Сибири, до высоты 1700 м над уровнем моря. Бабочки — частые посетители влажных мест.

## Развитие
Развивается в одном поколении. Гусеница ведёт чрезвычайно скрытый образ жизни и питается только ночью. Лёт бабочек с конца июня по август. Зимует гусеница. Окукливание — в мае — июне, в рыхлой паутине на земле.
Кормовые растения гусениц: злаки (Gramineae), в том числе ежа сборная (Dactylis glomerata), мятлик однолетний (Poa annua), полевица собачья (Agrostis canina).
|                                               |  |  |  |
| Слева направо: яйцо, гусеница, куколка, имаго |  |  |  |

## Охрана
- Бабочка года в Германии в 2003 году.